# Spin ½ și matricile lui Pauli
Matricile lui Pauli sunt un ansamblu {\displaystyle \{\sigma _{1},\sigma _{2},\sigma _{3}\}\,} de trei matrici hermitice 2×2 care apar în teoria cuantică nerelativistă a particulelor de spin{\displaystyle \scriptstyle {\frac {1}{2}}\,,} cum este electronul.

## Spinul electronului
Ipoteza existenței unui moment cinetic al electronului, rezultând din rotația (în engleză: spin) sarcinii electronului în jurul axei proprii, a fost formulată în 1925 de Ralph Kronig, fiind formulate imediat obiecții de Wolfgang Pauli, pe baza faptului că viteza de rotație a electronului necesară pentru a obține valori acceptabile ale momentului cinetic ar fi în contradicție cu teoria relativității. În consecință, Kronig nu a publicat ideea, care însă a fost regăsită și publicată, independent, de George Uhlenbeck și Samuel Goudsmit, câteva luni mai târziu. În anii următori, existența spinului electronului a fost acceptată, ca moment cinetic intrinsec, diferit de momentul cinetic orbital (acesta din urmă fiind definit în raport cu poziția și impulsul particulei). Teoria spinului electronic a fost formulată în 1927 de Pauli, în cadrul mecanicii cuantice nerelativiste. În teoria cuantică relativistă, spinul {\displaystyle \scriptstyle {\frac {1}{2}}\,} nu necesită o ipoteză specială: el rezultă, ca proprietate intrinsecă, din ecuația lui Dirac.
Spinul electronului a oferit, a posteriori, explicația rezultatelor obținute în experimentul Stern-Gerlach (1922) pentru momentul magnetic al electronului. Astăzi, experimentul Stern-Gerlach este privit ca justificare a priori a spinului electronic.

## Teoria spinului ½

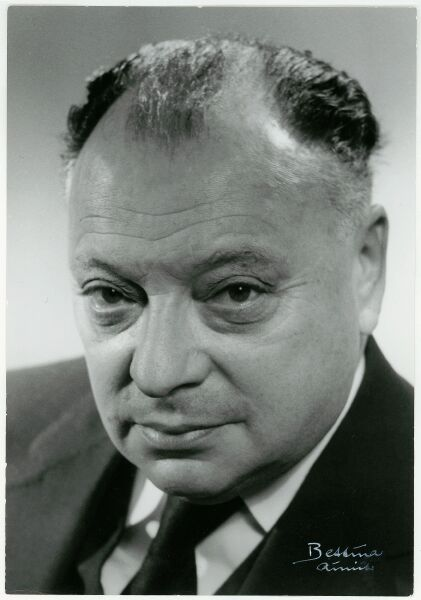
Wolfgang Pauli

Spinul electronului este descris de un operator hermitic, vector axial, {\displaystyle \,\mathbf {S} =\left(S_{1},S_{2},S_{3}\right)\,}, care satisface relațiile de comutare caracteristice pentru orice moment cinetic:
{\displaystyle [S_{1},S_{2}]=i\hbar S_{3}\,,\,[S_{2},S_{3}]=i\hbar S_{1}\,,\,[S_{3},S_{1}]=i\hbar S_{2}\,;}
{\displaystyle [\mathbf {S} ^{2},S_{1}]=0\,,\,[\mathbf {S} ^{2},S_{2}]=0\,,\,[\mathbf {S} ^{2},S_{3}]=0\,.}

### Valori proprii și vectori proprii
Datele experimentale duc la concluzia că proiecția spinului electronului pe o direcție oarecare poate avea numai două valori: {\displaystyle \pm {\frac {\hbar }{2}}}, deci spațiul stărilor de spin este un spațiu vectorial complex bidimensional. Vectorii proprii {\displaystyle |sm_{s}\rangle }, comuni pentru operatorii {\displaystyle \mathbf {S} ^{2}} și {\displaystyle S_{3}}, satisfac ecuațiile
{\displaystyle \mathbf {S} ^{2}|sm_{s}\rangle =s\left(s+1\right)\hbar ^{2}|sm_{s}\rangle \,,\quad S_{3}|sm_{s}\rangle =m_{s}\hbar |sm_{s}\rangle \,,}
unde
{\displaystyle s={\frac {1}{2}}\,;\quad m_{s}=-{\frac {1}{2}},\,+{\frac {1}{2}}\,.}
În calcule e convenabilă utilizarea operatorului adimensional
{\displaystyle {\boldsymbol {\sigma }}={\frac {2}{\hbar }}\mathbf {S} }
și notația simplificată
{\displaystyle \xi =\left|{\frac {1}{2}},{\frac {1}{2}}\right\rangle \,,\quad \eta =\left|{\frac {1}{2}},-{\frac {1}{2}}\right\rangle \,.}
Vectorii {\displaystyle \xi \,} și {\displaystyle \eta \,} corespund unor valori proprii diferite ale operatorului {\displaystyle \sigma _{3}\,}:
{\displaystyle \sigma _{3}\,\xi =\xi \,,\quad \sigma _{3}\,\eta =-\eta \,,}
deci sunt automat ortogonali; presupunând că sunt și normați, ei constituie o bază ortonormată în spațiul stărilor de spin ale electronului.

### Matricile lui Pauli
În baza {\displaystyle \{\xi ,\eta \}\,}, operatorii de spin {\displaystyle {\boldsymbol {\sigma }}=\{\sigma _{1},\sigma _{2},\sigma _{3}\}\,} sunt reprezentați prin matricile lui Pauli
{\displaystyle \sigma _{1}={\begin{pmatrix}0&1\\1&0\end{pmatrix}}\,,\quad \sigma _{2}={\begin{pmatrix}0&-i\\i&0\end{pmatrix}}\,,\quad \sigma _{3}={\begin{pmatrix}1&0\\0&-1\end{pmatrix}}\,.}
Proprietățile enumerate mai jos, care pot fi verificate prin calcul direct, sunt importante în aplicații.
{\displaystyle \sigma _{1}^{2}=\sigma _{2}^{2}=\sigma _{3}^{2}=1\,.}
{\displaystyle \sigma _{1}\sigma _{2}=-\sigma _{2}\sigma _{1}=i\sigma _{3}\,,\quad \sigma _{2}\sigma _{3}=-\sigma _{3}\sigma _{2}=i\sigma _{1}\,,\quad \sigma _{3}\sigma _{1}=-\sigma _{1}\sigma _{3}=i\sigma _{2}\,.}
{\displaystyle \sigma _{1}\sigma _{2}\sigma _{3}=i\,.}
{\displaystyle Tr\,\sigma _{1}=Tr\,\sigma _{2}=Tr\,\sigma _{3}=0\,.}
{\displaystyle det\,\sigma _{1}=det\,\sigma _{2}=det\,\sigma _{3}=-1\,.}
Pentru doi vectori oarecare {\displaystyle \mathbf {u} } și {\displaystyle \mathbf {v} } este valabilă identitatea
{\displaystyle \left({\boldsymbol {\sigma }}\,\mathbf {u} \right)\,\left({\boldsymbol {\sigma }}\,\mathbf {v} \right)=\left(\mathbf {u} \,\mathbf {v} \right)+i{\boldsymbol {\sigma }}\,\left(\mathbf {u} \times \mathbf {v} \right)\,.}
Orice matrice 2×2 poate fi scrisă ca o combinație liniară a matricii unitate și celor trei matrici Pauli.

### Funcție de stare
Drept consecință a faptului că spinul reprezintă un grad de libertate independent de mișcarea orbitală, spațiul stărilor devine produsul direct dintre spațiul configurațiilor (în care acționează operatorii asociați observabilelor ca poziție, impuls, moment cinetic orbital, ...) și spațiul bidimensional al spinului (în care acționează operatorii de spin). Funcția de stare a electronului depinde de variabilele de poziție {\displaystyle \mathbf {r} \,} și de o variabilă de spin {\displaystyle \mu \,}, care poate lua două valori (de exemplu plus și minus), în funcție de proiecția spinului pe axa 3; ea poate fi scrisă în baza {\displaystyle \{\xi ,\eta \}\,} sub forma
{\displaystyle \psi \left(\mathbf {r} ,\mu \right)=\psi _{+}\left(\mathbf {r} \right)\,\xi +\psi _{-}\left(\mathbf {r} \right)\,\eta \,.}
Presupunând că este satisfăcută condiția de normare
{\displaystyle \int \left(|\psi _{+}\left(\mathbf {r} \right)|^{2}+|\psi _{-}\left(\mathbf {r} \right)|^{2}\right)d\mathbf {r} =1\,,}
din formalismul general al mecanicii cuantice rezultă următoarea interpretare statistică: {\displaystyle |\psi _{+}\left(\mathbf {r} \right)|^{2}\,d\mathbf {r} } reprezintă probabilitatea de localizare a electronului în elementul de volum {\displaystyle d\,\mathbf {r} } în jurul punctului cu vector de poziție {\displaystyle \mathbf {r} } și având proiecția spinului pe axa 3 egală cu {\displaystyle \scriptstyle +{\frac {1}{2}}\,.} La fel, {\displaystyle |\psi _{-}\left(\mathbf {r} \right)|^{2}\,d\mathbf {r} } reprezintă probabilitatea de localizare a electronului în elementul de volum {\displaystyle d\,\mathbf {r} } în jurul punctului cu vector de poziție {\displaystyle \mathbf {r} } și având proiecția spinului pe axa 3 egală cu {\displaystyle \scriptstyle -{\frac {1}{2}}\,.}
Funcția de stare cu două componente a unei particule de spin {\displaystyle \scriptstyle {\frac {1}{2}}\,,} caracterizată prin modul în care componentele sale se transformă la o rotație spațială, se numește spinor.

## Moment magnetic de spin
Experimentul Stern-Gerlach și analiza făcută de Kronig, Uhlenbeck și Goudsmit au pus în evidență faptul că electronul (de masă {\displaystyle m\,} și sarcină electrică {\displaystyle e\,}) posedă un moment cinetic intrinsec {\displaystyle \mathbf {S} \,,} cu care este asociat un moment magnetic
{\displaystyle {\boldsymbol {\mu _{s}}}=g_{S}{\frac {e}{2mc}}\,\mathbf {S} \,.} 
Mecanica cuantică nerelativistă indică {\displaystyle g_{S}=2\,,} în bun acord cu experimentul. Faptul că această valoare pentru factorul Landé este dublă față de valoarea {\displaystyle g_{L}=1} corespunzătoare momentului cinetic orbital este cunoscut ca „anomalia magnetică a spinului”. Corecțiile relativiste indică {\displaystyle g_{S}=2,002319304\,,} în excelent acord cu determinări experimentale moderne.